# Сємейкін (кратер)
Сємейкін (лат. Copernicus) — кратер на Марсі. 
Кратер розташований на 41,8° північної широти і 351,4° західної довготи і має приблизно 74 кілометри в діаметрі. Він названий на честь Бориса Семейкіна (1900–1938), українського астронома з Харківської астрономічної обсерваторії, страченого радянською владою під час Великого терору.
На північний схід від кратера Сємейкін знаходиться долина Мамерз.

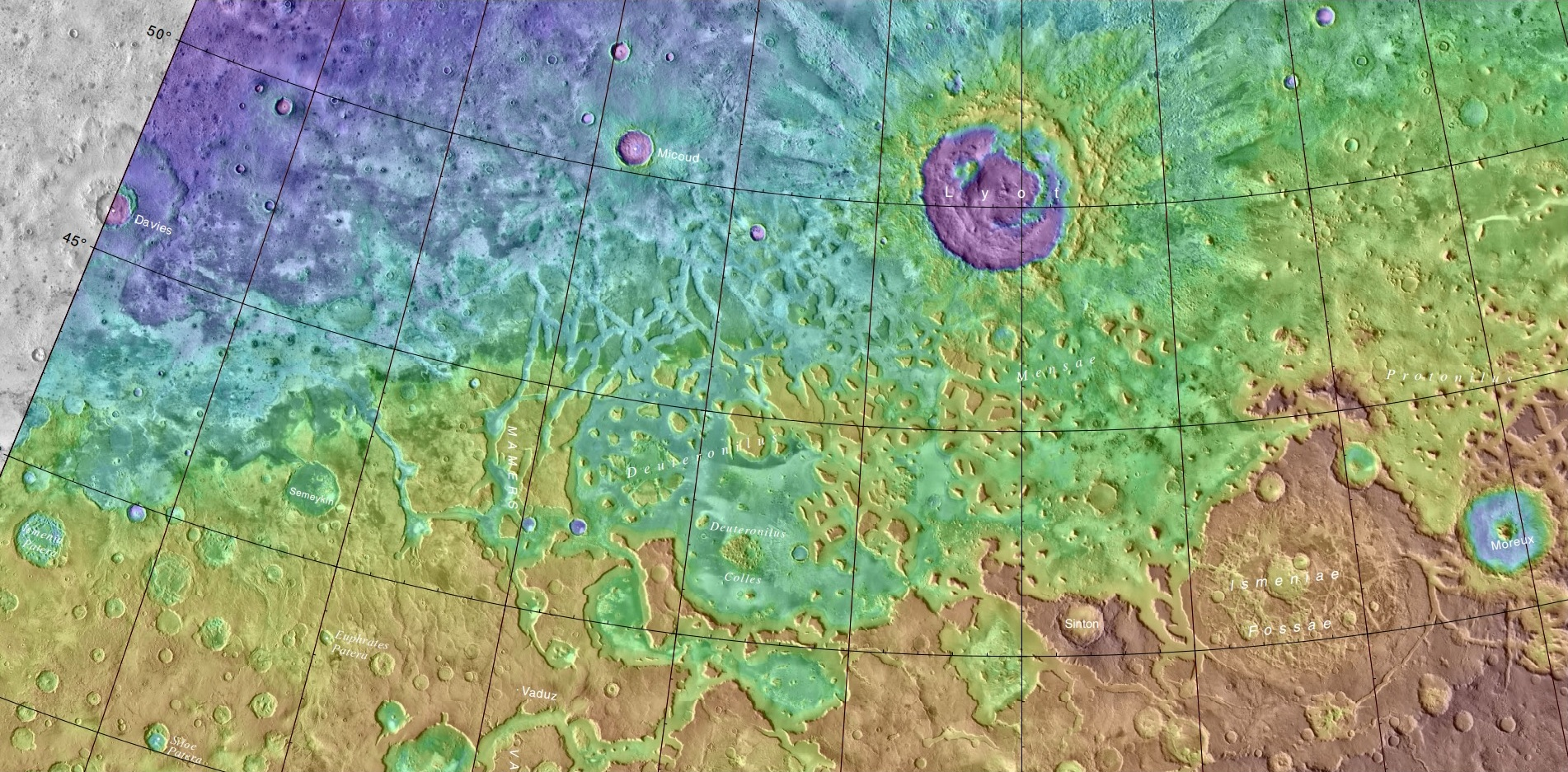
Карта MOLA, що показує кратер Сємейкін і сусідні кратери. Колір показує висоту.
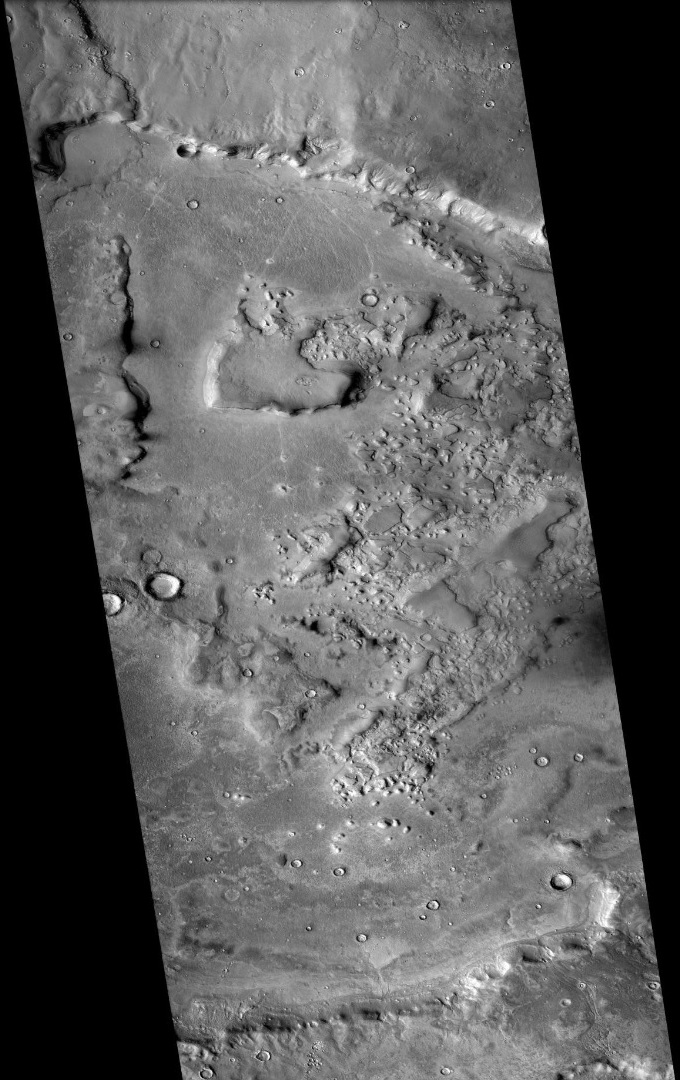
Кратер Сємейкін, знятий камерою CTX місії MRO.
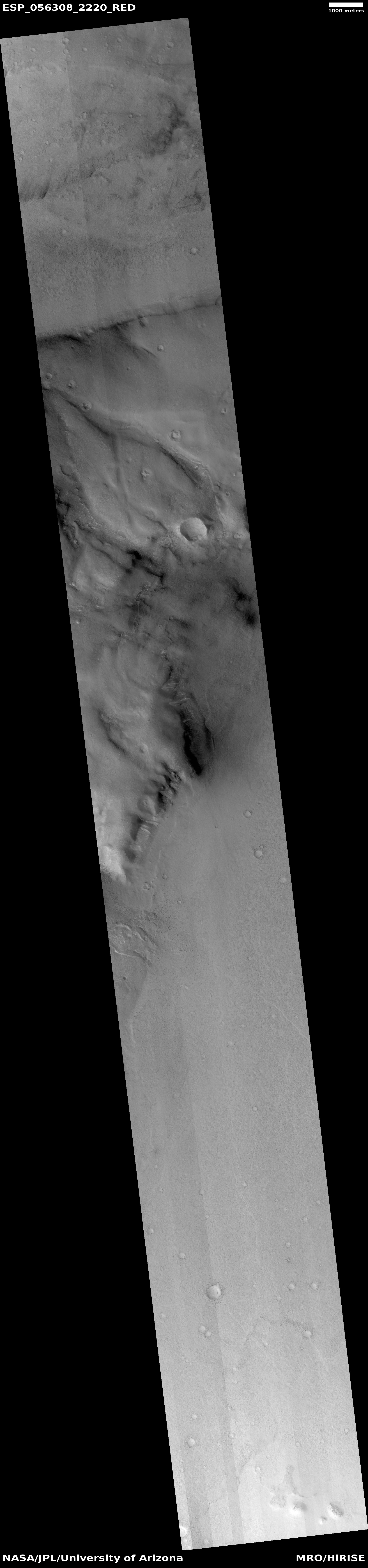
Вид послідовності шарів в кратері Сємейкін, знятий HiRISE в рамках програми HiWish
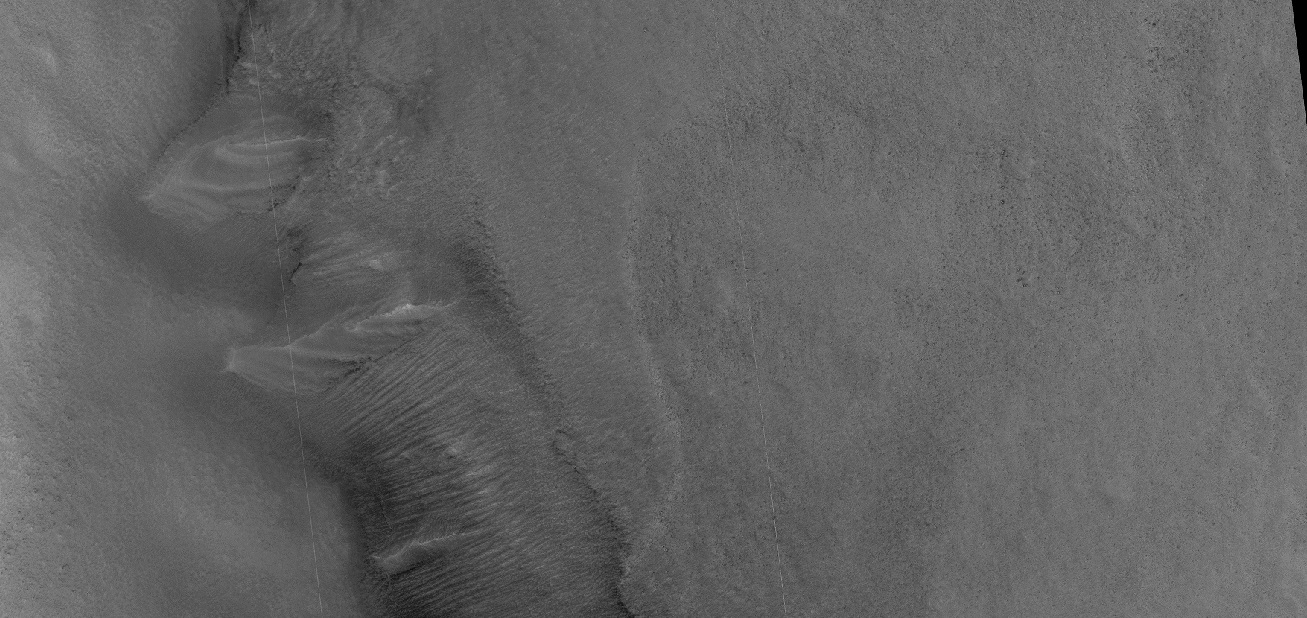
Вид шарів зблизька (збільшення частини попередньої фотографії)